# Kipar (zviježđe)
Kipar (lat. Sculptor) jedno je od 88 modernih zviježđa. Manja konstelacija južne polutke.